# 작센 대관구
작센 대관구(독일어: Gau Sachsen)는 1933년부터 1945년까지 독일 작센 자유주 지역에 있었던 나치 독일의 대관구이다. 그 이전인 1926년부터 1933년까지는 나치당의 지역 조직 구분 중 하나였다.

## 역사
원래 나치의 대관구(Gau) 조직은 1926년 5월 22일 나치당 회의에서 지역당 조직 구조 개선을 목적으로 창립한 구역이었다. 이후 1933년 나치가 독일의 권력을 장악하면서 독일의 주 단위 행정구역이 당의 대관구 행정구역으로 대체되었다.
각 대관구를 지휘하는 대관구지휘자는 점점 더 권력이 세지면서 제2차 세계 대전 이후에는 외부에서 거의 간섭을 받지 않았다. 지역 대관구지휘자는 정당 행정 뿐 아니라 정부 직책에도 관여하여 선전 감시 등 다양한 작전을 수행했으며, 1944년 9월 이후에는 국민돌격대 소집과 각 대관구 방어작전 역할도 맡았다.
작센 대관구의 대관구지휘자는 1925년부터 1945년까지 마르틴 무츠슈만이 맡았다. 무츠슈만은 나치 독일에서 권력을 가졌던 인물이였고, 아돌프 히틀러와 가까운 사이였다. 그는 전쟁 직후 독일 경찰에게 체포되어 소련에게 넘겨져 1947년 1월 30일 처형당했다.

## 같이 보기
- 작센 대관구리가 - 1933년부터 1945년까지 대관구 내 최고 축구 리그.